# Banca Monte Parma
La Banca Monte di Parma era un istituto di credito che operava nelle province di Parma, Piacenza e di Reggio Emilia.

## Storia
La banca è sorta a Parma nel 1488 come Mons Pietatis Almae Civitatis Parmae per opera del frate francescano beato Bernardino da Feltre per combattere l'usura.
Tra i suoi presidenti storici da ricordare l'avvocato Aristide Foà, che ricoprì la carica dal 1952 al 1966.
Nel 1991 ottemperando alla legge Amato si attua la trasformazione in Società per Azioni e lo scorporo dalla Fondazione Monte di Parma che fino all'estate 2010 controllava la banca con il 68,74% (altri azionisti rilevanti erano la Fondazione di Piacenza e Vigevano con il 15% e Banca Sella Holding con il 10%).
Il 15 ottobre 2010 Intesa SanPaolo ha rilevato dalla Fondazione del Monte di Parma il 51% della banca per 159 milioni di euro. Intesa SanPaolo si è impegnata a rilevare anche le quote degli altri azionisti, arrivando così al 79% di Banca Monte Parma, con un investimento complessivo massimo di circa 230 milioni di euro.
Nel luglio 2011, Intesa Sanpaolo deteneva il 60,8% delle azioni di Banca Monte Parma, e in virtù di un'ulteriore operazione parallela tra i restanti soci, la Fondazione Monte di Parma manteneva ancora il 21,0% delle azioni, la Fondazione di Piacenza e Vigevano il 15,2%, la Compagnia Generale Immobiliare il 2,5%, altri lo 0,5%.
Nel febbraio 2012, è diventata operativa l'integrazione della Banca Monte Parma nella struttura delle Banche dei Territori di Intesa Sanpaolo, con la conseguente variazione del marchio secondo lo standard del gruppo (3 arcate di colore verde e arancione).
Dal mese di Luglio 2015, insieme a Banca di Trento e Bolzano (Bank für Trient und Bozen), è stata incorporata in Intesa Sanpaolo S.p.A.